# UFC 235
UFC 235: Jones vs. Smith foi um evento de MMA produzido pelo Ultimate Fighting Championship no dia 2 de março de 2019, no T-Mobile Arena, em Las Vegas, Nevada.

## Background
A disputa de cinturão dos meio-pesados entre o campeão Jon Jones e o desafiante Anthony Smith foram a luta principal do evento.
A disputa de cinturão dos meio-médios entre o campeão Tyron Woodley e o desafiante Kamaru Usman foram a co-luta principal da noite.
Como resultado do cancelado no UFC 233, a luta entre o ex-campeão meio-médio Robbie Lawler e o estreante e ex-campeão dos meio-médios do Bellator e do ONE Ben Askren foi reagendada para esse evento.
O duelo nos galos feminino entre a ex-campeã Holly Holm e Aspen Ladd era esperado para este evento. Porém, no dia 31 de janeiro, foi reportado que a luta foi cancelada por razões desconhecidas e ambas lutadoras são esperadas para enfrentar novos oponentes em outros eventos.
Thomas Almeida e Marlon Vera estavam agendados para esse evento. Mas, Almeida saiu do combate em 31 de janeiro devido a uma lesão e foi substituído por Frankie Saenz. Entretanto, a luta foi totalmente cancelada no dia 27 de fevereiro, após Vera sair do combate devido a uma doença.
O ex-desafiante da categoria Ovince St. Preux era esperado para enfrentar Misha Cirkunov. No dia 11 de fevereiro, foi anunciado que St. Preux sofreu uma lesão e estava fora do combate. Para seu lugar, foi chamado o brasileiro Johnny Walker.
Song Yadong estava programado para enfrentar Alejandro Pérez, mas saiu do evento no dia 11 de janeiro por razões desconhecidas. Ele foi substituído por Cody Stamann.

## Card Oficial
Nota 1 Pelo Cinturão Peso Meio-Pesado do UFC. Jones teve dois pontos deduzidos no round 4 devido a uma joelhada ilegal. 

Nota 2 Pelo Cinturão Peso Meio-Médio do UFC. 

## Bônus da Noite
Os lutadores receberam $50.000 de bônus:
- Luta da Noite:  Pedro Munhoz vs.  Cody Garbrandt
- Performance da Noite:  Johnny Walker e  Diego Sanchez